# Hans Blohm (Fotograf)

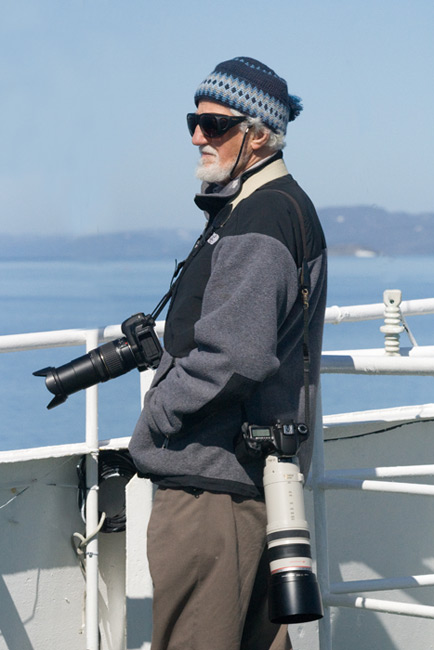
Hans Blohm während einer Schifffahrt vor der Küste von Labrador, 2009

Hans-Ludwig Blohm C.M. (* 12. November 1927 in Rendsburg; † 4. Dezember 2021) war ein deutsch-kanadischer Fotograf und Buchautor, der sich auf Porträts und Architektur spezialisiert hatte, aber auch auf technische Objekte. Mehr als drei Jahrzehnte lang bereiste er Kanada und Alaska, um Fotos von den dort lebenden Eskimos zu machen. Wohnhaft in Ottawa reiste er 16-mal dorthin und legte dabei über 300.000 km zurück. Dabei befuhr er die Mackenzie Ice Road nach Tuktoyaktuk an der Beaufortsee und segelte in den abgelegenen und unbewohnten Buchten von Labrador.

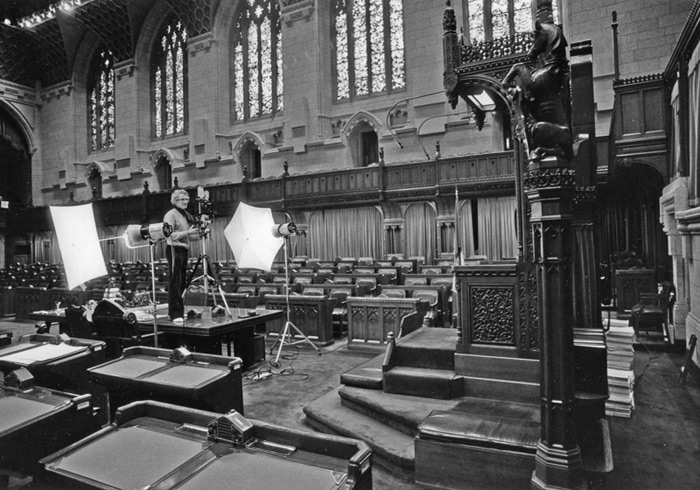
Blohm auf dem Speaker’s table im kanadischen Unterhaus

Seine Aufnahmen erschienen in zahlreichen Büchern, er selbst publizierte 17 Bücher (darunter auch Kinderbücher), 23 seiner Aufnahmen dienten als Motive für kanadische Briefmarken. Große Teile seiner Sammlung wurden vom staatlichen Archiv übernommen.

## Herkunft und Jugend
Von 1943 bis 1944 war Blohm Marinehelfer in Kiel und gehörte der Wachmannschaft für Admiral Dönitz an. Ursprünglich wollte er Buchhändler werden, arbeitete jedoch als Zimmerer und wurde 1955 Meister.
Schon früh fand Blohm Vergnügen am Fotografieren, zumal sein Vater ein begeisterter Amateurfotograf war. 1949 kaufte sich Blohm seine erste Kamera, eine Diax mit einer 50 mm Linse. Er bereiste mit der Kamera Europa und trampte zusammen mit einem Freund drei Monate lang durch Lappland, wo er sich erstmals für die arktischen Gebiete begeisterte.

## Auswanderung nach Kanada, Ehe, Fotografiererfahrungen
1956 begleitete er eine Freundin aus der Kinderzeit. Ingeborg Ramm war im Vorjahr ausgewandert. Die beiden heirateten am 2. November 1956 und blieben in Kanada. Dort gingen sie nach Ottawa, wo sie drei Kinder aufzogen. Bis 1958 arbeitete Blohm wieder als Zimmerer, dann erhielt er eine Stellung als Schulfotograf im Western Quebec School Board und in Eastern Ontario. Er fotografierte zahlreiche Einraumschulen. 1958 bis 1963 arbeitete er als Techniker in Dunkelkammern, wurde jedoch, nachdem er um eine Lohnerhöhung gebeten hatte, sofort entlassen. Arbeitslos versuchte er an Aufträge zu kommen, und kurz bevor er aufgeben wollte, erhielt er vom National Film Board of Canada 600 Dollar für eine Sammlung von Aufnahmen für zwei Bilderbücher über Kanada, nämlich Year of the Land und Call them Canadians.
Ab 1963 fand er eine Anstellung bei Photo Features Ltd. Dabei leistete er Projektarbeiten für den Ottawa Citizen. Für den Toronto Star war die erste Nachrichtenagentur des Landes eingerichtet worden.

## Fotograf der CBC, Selbstständigkeit
1964 bis 1966 engagierte ihn die CBC als freien Mitarbeiter und nun konnte er an zahlreichen Filmproduktionen des National Film Board of Canada mitarbeiten.
1966 machte er sich als Fotograf endgültig selbstständig; für die Expo 67 in Montreal arbeitete er an der Vorbereitung von Ausstellungen mit. 1969 gründete er Foto Blohm, das er 1971 in Blohm Associates Ltd. umbenannte.
1977 reiste Blohm zusammen mit seiner Tochter Heike in den Yukon und nach Alaska. Er wollte die neue Brücke über den Eagle River ablichten, die nördlichste Stahlbrücke. Dieser Spezialstahl, der den rauen Wetterbedingungen standhalten konnte, wurde von einem der Kunden Blohms produziert, von Stelco aus Hamilton. Dorthin, zum Dempster Highway, kehrte Blohm 1978 und 1979 zurück. Zusammen mit anderen Fotografen erstellte er 1980 einen Bildkatalog aller Kunstwerke in der National Gallery of Canada.

## Kontakte mit Eskimos

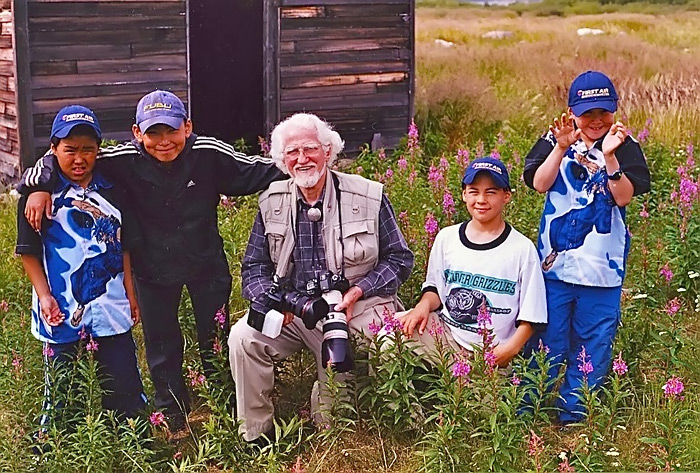
Hans Blohm mit Inuit-Kindern

Mit der lokalen Bevölkerung kam er 1979 erstmals in näheren Kontakt, als er eine Versammlung der Älteren aus allen Winkeln von Baffin Island am Pond Inlet fotografieren durfte. Bei der Gründung Nunavuts durfte er während der gesamten Verhandlungen anwesend sein. Vor allem die vertraglichen Abmachungen, wie das Agreement in Principle in Igloolik, die Vertragsunterzeichnung durch Premierminister Brian Mulroney in Iqaluit und das Hissen der neuen Flagge von Nunavut am 1. April 1999 hat er dokumentiert. Von Makivik, von Nunavut Tunngavik Incorporated und vom Canadian Geographic erhielt er weitere Aufträge, die Inuit zu fotografieren.
Während dieser Arbeiten entstand über drei Jahrzehnte sein Werk The Voice of the Natives - The Canadian North and Alaska. Es wurde auf Englisch (2002) und auf Deutsch (2005) publiziert und enthält Texte von den Inuit selbst, in deren Sprache Blohm das Werk ebenfalls übersetzen ließ (erschienen 2010). Es enthält darüber hinaus einen Briefwechsel mit dem Senior Justice J. E. Richard vom Obersten Gerichtshof (Supreme Court) der Nordwest-Territorien. Auf der Frankfurter Buchmesse wurde eine Ausgabe am 7. Oktober 2004 präsentiert.

## Industriefotografie

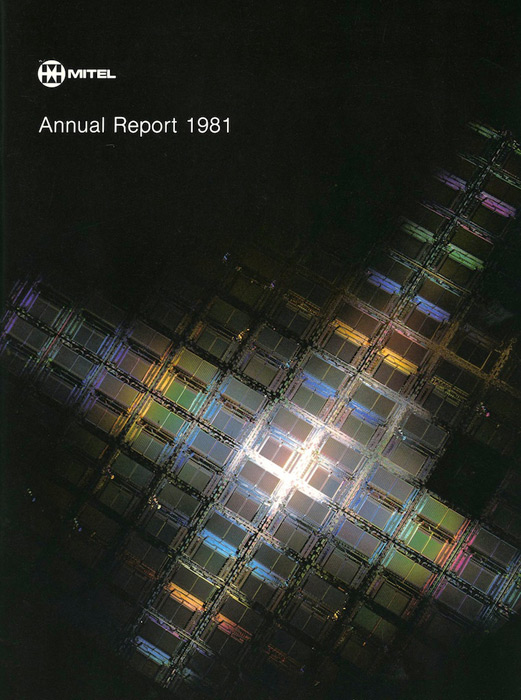
Blohms Foto auf dem Umschlag von Mitels 1981 erschienen Jahresbericht

Neben seinen arktischen Arbeiten fotografierte er vielfach im kanadischen Parlament, darüber hinaus nahm er für den National Film Board of Canada an der Beisetzung von Premierminister Lester B. Pearson teil, ebenso wie er dabei gewesen war, als der Verstorbene auf einem Parteitag der Liberalen von Pierre Trudeau abgelöst worden war.
Für Unternehmen wie Mitel, Nortel, Mosaid, Motorola und andere setzte er technische Produkte wie Wafer oder Mikrochips in Szene. 1986 versuchte er in seinem Werk Pebbles to Computers mit Anthony Stafford Beer eine technologische Weltgeschichte. Dazu reiste er in 13 Länder; dazu erschien ein Kalender und eine einstündige Dokumentation bei TVOntario.

## Ausstellungen, Ehrungen
Seine Ausstellung From Bona Vista to Vancouver Island wurde von den Goethe-Instituten in Ottawa, Montreal und Toronto präsentiert und mit Unterstützung des Department of Foreign Affairs and International Trade (Außen(handels)ministerium) auch in Europa installiert.
Blohms Bilder erscheinen seit mehr als 30 Jahren bei Masterfile, Kanadas größter Agentur für Stockfotografie. 180.000 seiner Fotos wurden durch Library and Archives Canada erworben.

## Werke
- mit Lorraine Monk und Gail Vanstone: Canada with love / Canada avec amour, McClelland and Stewart, Toronto 1983.
- mit Paul Russell: The Beauty of Ontario, Methuen Publishing, Toronto 1983.
- mit Paul Russell: The Beauty of Quebec, Methuen Publishing, Toronto 1984.
- mit Paul Russell: The Beauty of the Maritimes, Methuen Publishing, Toronto 1984.
- mit Claus-M. Naske: Alaska, Skyline Press, Toronto 1986.
- mit David Suzuki und Marjorie Harris: Sciencescape - The Nature of Canada, Oxford University Press, Toronto 1986.
- mit Anthony Stafford Beer und David Suzuki: Pebbles to Computers: The Thread, Oxford University Press, Toronto 1989.
- mit Heike Blohm und Rudi Haas: Egg-carton Zoo II, Oxford University Press, Don Mills 1992.
- mit Lorraine Monk u. a.: Canada with love = Canada avec amour, Firefly Books, Willowdale 2001.
- The Voice of the Natives - The Canadian North and Alaska, Penumbra Press, Manotick 2002.
- Die Stimme der Ureinwohner. Der kanadische Norden und Alaska, M. u. H. von der Linden, Wesel 2002 (deutsche Übersetzung von The Voice of the Natives).
- mit Hartmut Lutz und Alootook Ipellie: The Diary of Abraham Ulrikab, University of Ottawa Press, Ottawa 2007.
- mit Hartmut Lutz, Kathrin Grollmuß und Alootook Ipellie: Abraham Ulrikab im Zoo. Tagebuch eines Inuk 1880/81. vdL, Wesel 2008 (deutsche Übersetzung von The Diary of Abraham Ulrikab).
- Nunaqaqqaaqsimajunut nipigijaujuq Kanatami ukiuqtaqtuani Alaska-milu, Foto Blohm Associates. Inuktitut, Ottawa 2010 (Übersetzung von The Voice of the Natives).
- mit Karl-Heinz Raach und Karl Teuschl: Kanada, Stürtz, 2010.

## Ehrungen
Professional Photographers of Canada verlieh Blohm bereits 1972 den Titel Craftsman of Photographic Arts, zwei Jahre später den Master of Photographic Arts. Seither kamen zahllose weitere Preise von Vereinigungen, Städten und Regionen. 2005 entschied die Fluggesellschaft First Air eines der Porträts, das Blohm gemacht hatte, auf ihren Flugzeugen anzubringen. Ottawa besitzt einen Blohm Drive und mit Blohm Court #1 und #2 zwei Wohnkomplexe im Hunt Club Park, wo prominente kanadische Fotografen als Namensgeber dienten. Als höchste Ehre wurde er im Dezember 2011 zum Member of the Order of Canada ernannt, mit dem Recht, die Buchstaben C.M. dem Namen anzufügen, vom Governor General of Canada verliehen.